# Alleinheit
Die Alleinheit (gelesen: All-Einheit, altgriechisch Ἓν καὶ Πᾶν hen kai pan, deutsch ‚Eins und Alles‘ oder auch Einheit des Alles) ist ein philosophischer und theologischer Fachausdruck, der die unteilbare Einheit allen Seins beschreibt, inklusive aller Wesenheiten, Welten und Universen.

## Philosophie und Theologie
Erste Alleinheitsformulierungen stammen von Heraklit („Aus Allem Eins und aus Einem Alles“) und den Neuplatonikern. In der Neuzeit gilt Spinoza als zentraler Vertreter einer Alleinheitsphilosophie: Er identifiziert Gott als alles umfassende Substanz, die in allen Dingen besteht und sie verursacht. Dieses (primär philosophisch motivierte) Verständnis steht im bewussten Gegensatz zur Vorstellung eines persönlichen Schöpfergottes, wie sie in den abrahamitischen Religionen üblich ist. Die Selbsterkenntnis als Teil dieser Alleinheit bezeichnet Spinoza als "geistige Gottesliebe" ("amor Dei intellectualis"). Für die klassische deutsche Philosophie bedeutender Kritiker von "Alleinheitslehren" war Friedrich Heinrich Jacobi, der sich unter diesem Vorzeichen sowohl mit dem System Spinozas wie auch seinen Zeitgenossen Friedrich Wilhelm Joseph Schelling und Johann Gottlieb Fichte auseinandersetzte.
In der Theologie (so in Gotthold Ephraim Lessings Schriften, dessen Wahlspruch Jacobi zufolge hen kai pan gewesen sein soll) bezeichnet Alleinheit einen zentralen Begriff der pantheistischen Lehren, wonach die Einheit der Welt in Gott bestehe (als Vielheit in der Einheit) und Gott nicht als außerhalb oder über der Welt stehend, sondern als in der Welt sich realisierend gedacht wird (als Einheit in der Vielheit). Im teilweise verwandten Panentheismus offenbart sich dieses Prinzip ebenfalls, wenngleich dort neben der immanenten Gottesebene zusätzlich eine transzendente Gottesebene existiert.

## Alleinheit als Bewusstseinszustand
Alleinheit ist auch ein Begriff für einen erlebbaren Bewusstseinszustand. Verschiedene Formen der Bewusstseinserweiterung können nach der Auffassung einiger zum Gefühl des Erkennens der Alleinheit führen. Charakteristisch ist dabei die Auflösung der Grenzen zwischen dem Selbsterlebnis einerseits und dem Rest der Realität sowie der Raum-Zeit andererseits.